# Epicauta abeona
Epicauta abeona är en skalbaggsart som beskrevs av Pinto 1980. Epicauta abeona ingår i släktet Epicauta och familjen oljebaggar. Inga underarter finns listade i Catalogue of Life.